# İlhan Erşahin
İlhan Erşahin (né en 1965 à Stockholm) est un musicien suédois et turc, basé à New York. Saxophoniste, il a fondé le groupe Wax Poetic, et se produit avec diverses formations, telles que Love Trio, I led 3 lives, Nublu Orchestra.

## Biographie
Ilhan Ersahin né à Stockholm en 1965 d'un père turc et d'une mère suédoise, il découvre le jazz et est influencé par John Coltrane et Joe Henderson. Il étudie au Berklee College of Music à Boston puis à New York où il s'installe et fonde différentes formations. Il crée en 2002 le club le Nubulu à New York dans l'East Village, du nom d'un club d'Istanbul qu'il fréquentait. Il compose notamment pour Norah Jones, Bebel Gilberto ou U-Roy. Il a joué avec Erik Truffaz en 2009. Il se produit dans divers festivals, notamment au Festival des Hauts de Garonne, au Fiest'A Sète ou au Nancy Jazz Pulsations. Il est considéré comme une figure de l'underground new-yorkais et une « icône du jazz turc ».

## Discographie[8]
- 1997 : Ilhan Ersahin Trio Feat. Larry Grenadier et Kenny Wollesen
- 2000 : Virgo (Doublemoon)
- 2002 : Harikalar Diyarı (Wonderland) (Dooblemoon, Nublu Records (en))
- 2002 : Thor Madsen, Ilhan Ersahin, Charles Stella, Daniel Wyatt - Nublu Presents: The Temple Of Soul Sessions
- 2009 : Ilhan Erşahin Feat. Erik Truffaz - Istanbul Sessions
- 2011 : Night Rider (Nublu Records)
- 2014 : İlhan Erşahin's Wonderland Featuring Husnu Senlendirici and Gilberto Gil, Jane Birkin, Seyyal Taner - The Other Side
- 2015 : Istanbul Session - Istanbul Underground [9] (Sony Music)